# The Rare Sam Paglia
The Rare Sam Paglia è il quinto album di Sam Paglia pubblicato su marchio Hipclub Records nel 2005.

## Tracce
1. Il Caso Capri
2. The Beat Goes On
3. Tiburtino Shake
4. Bossanuda
5. The Worm
6. LSD Party
7. Soul Clavinette
8. Sister Sandra
9. Colazione Da Tony
10. Soul 69 Theme
11. Camorra Moog
12. Shake A Mano Armata
13. Shepherd's Bush
14. Hawannagazz
15. Brother to Brother